# Шиэн, Нил
Нил Ши́эн (англ. Neil Sheehan; 27 октября 1936, Холиок, Массачусетс — 7 января 2021, Вашингтон, округ Колумбия) — американский журналист, писатель. Работая репортёром в New York Times в 1971 году, Шиэн получил от Дэниеля Эллсберга секретные документы Пентагона. Серия его статей раскрыла секретную историю войны во Вьетнаме, составленную Министерством обороны США, и привела к рассмотрению дела «New York Times Co. против Соединённых Штатов, 403 U.S. 713» в Верховном суде США, который признал недействительным применение правительством США запретительного судебного приказа для прекращения публикации.
За книгу 1988 года «Ярко сияющая ложь» о жизни подполковника Джона Пола Ванна и участии Соединенных Штатов во Вьетнамской войне он получил Пулитцеровскую премию и Национальную книжную премию.

## Биография

### Ранние годы
Нил Шиэн родилсяв 27 октября 1936 года в городе Холиок, штат Массачусетс. Отец, Корнелиус Джозеф Шиэн, работал фермером; мать, Мэри (О’Ши), была домохозяйкой. Родители Нила иммигрировали в США из Ирландии.
Шиэн вырос на родительской молочной ферме недалеко от Холиока. Окончил школу Маунт-Хермон (Mount Hermon School) и Гарвардский университет со степенью бакалавра по истории с почётом («кум ла́уде») в 1958 году. Он служил в армии США с 1959 по 1962 год, когда его назначили в Корею, а затем перевели в Токио; там он подрабатывал в токийском бюро United Press International (UPI).

### Карьера
После увольнения из армии Шиэн в течение двух лет освещал войну в Вьетнаме в качестве шефа сайгонского бюро UPI.
Нил Шиэн, работая корреспондентом UPI в Вьетнаме, познакомился с Дэвидом Хэлберстамом, известным журналистом из New York Times.
Чиновники и военное начальство упрекали Нила Шиэна в том, что он говорил в репортажах из Вьетнама об ошибках стратегии правительства США.
В 1963 году, во время Буддистского кризиса, Шиэн и Дэвид Халберстам провели расследование кровавого рейда на пагоду Са-Лой (вьетн. Xá Lợi), которое оказало в будущем значительное влияние на политику США по отношению к Вьетнаму.
В 1964 году Шиэн начал работать на газету New York Times, и вскоре был командирован сначала в Индонезию, позднее опять в Вьетнам.
Шиэн был одним из многих журналистов, с которыми сотрудничал корреспондент журнала Time и агентства Reuters Фам Суан Ан, — от которого журналисты получали ценную информацию, и который, как позже выяснилось, также был разведчиком Национального фронта освобождения Южного Вьетнама.
Осенью 1966 года он стал корреспондентом Пентагона. Двумя годами позднее, он начал освещать события в Белом доме. Он был корреспондентом по политическим, дипломатическим и военным вопросам.
Узнав о существовании секретных документов Пентагона от Маркуса Раскина и Ральфа Стэвинса из Института политических исследований (Institute for Policy Studies), Шиэн скопировал их для газеты New York Times 2 марта 1971 года,, хотя это было против воли автора утечки и его знакомого по Вьетнаму Дэниеля Эллсберга. Он cделал копии с помощью своей жены Сьюзен в нескольких копировальных центрах Бостона, затем они перелетели в Вашингтон, где обосновались в номере отеля Jefferson для прочтения сделанных копий, прежде чем отправить их по почте на квартиру своего редактора Джеймса Л. Гринфилда; затем он работал с Гринфилдом и вместе с большой командой редакторов, писателей и юристов над подготовкой копий для публикации в отеле New York Hilton Midtown в Нью-Йорке, как он сам рассказывал о тех временах в 2015 году. Правительство США пыталось остановить публикацию, и в деле «New York Times Co. против Соединенных Штатов» (403 U.S. 713) Верховный суд США отклонил позицию правительства и вынес эпохальное решение в соответствии с Первой поправкой к Конституции. Эта разоблачительная статья принесла New York Times Пулитцеровскую премию за служение обществу.
В 1970 году Шиэн написал рецензию на книгу Марка Лейна «Беседы с американцами» в «New York Times Book Review». Он назвал её сборником историй о преступлениях во Вьетнаме с некоторыми очевидными недостатками, которые автор не проверил. Шиэн призвал к более тщательному и научному исследованию военных преступлений, совершённых во Вьетнаме.
В 1992 году Шиэн выпустил книгу «После окончания войны: Ханой и Сайгон». Она была вдохновлена его визитом во Вьетнам тремя годами ранее. Свою последнюю книгу «Огненный мир в холодной войне» он опубликовал в 2009 году — в книге рассказывается о Бернарде Шривере, отце межконтинентальной баллистической ракетной системы США.

### Последние годы
Шиэн умер 7 января 2021 года у себя дома в Вашингтоне. Ему было 84 года, и в период, предшествовавший его смерти, он страдал от осложнений болезни Паркинсона.

## Книги (на английском)
- Документы Пентагона, опубликованные в New York Times (The Pentagon Papers as published by the New York Times, 1971, ISBN 9780552649179)
- Дело Арнхайтера (The Arnheiter Affair, 1972[21])
- Ярко сияющая ложь: Джон Пол Ванн и Америка во Вьетнаме; Пулитцеровская премия за нехудожественную литературу (A Bright Shining Lie: John Paul Vann and America in Vietnam, 1988, ISBN 9781407063904)
- После окончания войны: Ханой и Сайгон (After the War Was Over: Hanoi and Saigon, 1992, ISBN 9780679745075)
- Огненный мир в холодной войне: Бернард Шривер и абсолютное оружие (A Fiery Peace in a Cold War: Bernard Schriever and the Ultimate Weapon, 2009, ISBN 9780679745495)

## В кинематографе
Книга Нила Шиэна «A Bright Shining Lie: John Paul Vann and America in Vietnam» была экранизирована в фильме «A Bright Shining Lie» (1998).
Нил Шиэн был изображён в фильме «Документы Пентагона» (2003), где его сыграл Джонас Черник, и также в фильме «Секретное досье» (2017), там его сыграл Джастин Суэйн. Он появляется в роли самого себя в документальном сериале Кена Бёрнса 2017 года «Война во Вьетнаме».